# Лаврінець Олена Геннадіївна
Оле́на Генна́діївна Лаврінець — полковник медичної служби Збройних сил України.
Начальник медичної служби Оперативного командування «Південь», Одеса. 2014 року надавала медичні послуги у прифронтовій смузі.

## Нагороди
За особисту мужність і героїзм, виявлені у захисті державного суверенітету та територіальної цілісності України, вірність військовій присязі під час бойових дій та при виконанні службових обов'язків, відзначений — нагороджений
- 3 листопада 2015 року — орденом Богдана Хмельницького III ступеня.